# Fibrilina
Las fibrilinas  son glucoproteínas extracelulares grandes, que forman agregados extensos altamente ordenados denominados microfibrillas. Las fibrilinas son esenciales para la formación de las microfibrillas y las fibras elásticas.

## Estructura
Las moléculas de fibrilina (FBLN) se unen cabeza a cola formando largos polímeros que componen las microfibrillas. Hasta el momento, se han descrito tres formas de fibrilina. 
Las microfibrillas, luego pueden formar estructuras bidimensionales y tridimensionales. 
Las fibrilinas (FBLN) de todas las especies se caracterizan por una «firma» de dominio de fibrilina típica, que contiene (8 cisteínas o TB (TGFβ-binding protein-like) aislados, y uno o dos dominios híbridos intercalados por números característicos de dominios cbEGF, que se encuentran solamente en esta superfamilia de proteínas.

## Genes
Se encontró una sola fibrilina en especies de varios filos y subfilos, incluidos cnidarios, moluscos, anélidos, artrópodos, equinodermos, urocordados, cefalocordados y vertebrados.
 El pez globo japonés, el pez globo verde moteado y el pez medaka, contienen dos genes de fibrilina.
 Se identificaron tres genes de fibrilina en pollo, pinzón cebra, lagarto, rana y pez cebra.

Todos los mamíferos, excepto roedores, armadillo y ornitorrinco, tienen tres genes de fibrilina funcionales.
La fibrilina-1 es codificada por el gen FBN1 localizado en el cromosoma 15 (humano) . (15q15-21.3). 

La fibrilina-2 es codificada por el gen FBN2 localizado en el cromosoma 5 (humano) . (5q23-31). 

La fibrilina-3 es codificada por el gen FBN3 localizado en el cromosoma 19 (humano) . (19p13.3-13.2)
Las tres fibrilinas en organismos mamíferos contienen un sitio Arg-Gly-Asp (RGD),  mientras que fibrilina-2 y FBLN-3 poseen dos sitios (RGD). 

### Fibrilina-1
La fibrilina-1 es el mayor componente de las microfibrillas que constituyen un armazón sobre la cual se deposita la elastina. 

La proteína fibrilina-1 fue aislada por Sakai en 1986, y las mutaciones en el gen han sido vinculados con el síndrome de Marfan. Al presente más de 100 diferentes mutaciones se han descrito.

### Fibrilina-2
La proteína fibrilina-2 fue aislada en 1994 por Zhang, y se piensa que juega un papel en la temprana elastogénesis. Las mutaciones en el gen de la fibrilina-2 han sido enlazados con la aracnodactilia (que es también un síntoma clínico del síndrome de Marfan). 

### Fibrilina-3
La fibrilina-3 fue analizada y se cree que se localiza mayormente en el cerebro. Además de en el cerebro, la fibrilina 1 se localiza en las gónadas y ovarios de los ratones de campo. 

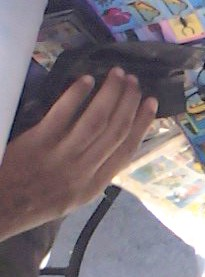
Aracnodactilia leve, una de las condiciones asociadas con mutaciones en el gen de la fibrilina-2.

## Patologías
Las fibrilinopatías incluyen: el síndrome de Marfan, la ectopia lentis familiar, el aneurisma torácico familiar en las mutaciones de FBN1, y la aracnodactilia contractural congénita en la mutación de FBN2.